# -damm
Die Endung -damm, in den Niederlanden -dam, in Belgien auch -damme, ist Bestandteil zahlreicher Ortsnamen im deutschen und niederländischen Sprachgebiet und ist je nach der örtlichen Geographie auf eine spezielle Bedeutung des Wortes Damm zurückzuführen. Vor allem in Verbindung mit dem Namen eines Fließgewässers steht sie für Deich oder Staudamm und bezieht sich dabei auf die Notwendigkeit des Schutzes vor Überschwemmungen. Anderenorts steht sie für eine Aufschüttung namentlich in sumpfigem Gelände zu Verkehrs-, Wohn- oder Wirtschaftszwecken. 
Aus dem Namen eines Gewässers und dieser Endung bestehende Ortsnamen sind unter anderen (Gewässername in Klammern):
- Alblasserdam (Alblas)
- Amsterdam (Amstel)
- Appingedam (Appe)
- Edam (Ee)
- Giessendam (Giessen)
- Maasdam (Maas)
- Rotterdam (Rotte)
- Schiedam (Schie)
- Spaarndam (Spaarne)
- Werkendam (De Werken)

Ortsnamen ohne Bezug auf einen Gewässernamen sind zum Beispiel:
- Altdamm (heute Ortsteil von Stettin)
- Bergerdamm (nach dem älteren Nachbarort Berge)
- Heiligendamm (nach einer Sage beteten Mönche bei einer Sturmflut, woraufhin das Meer die Bucht durch einen Damm verschloss)
- Langendamm (nach der Ausdehnung; es gibt mehrere Orte dieses Namens)
- Leerdam (nach der Herrlichkeit Ter Leede)
- Leidschendam (nach der Stadt Leiden)
- Veendam (von niederländisch veen = „Moor“)
- Volendam (von „verfüllen“ nach einem geschlossenen Hafen)
- Waardamme
- Zwankendamme (wahrscheinlich von „schwanken“)

Völlig anderen Ursprungs ist die scheinbare Endung im Namen Potsdam, der wahrscheinlich aus Poztupimi umgebildet worden ist. Dies wird als slawisch für „unter den Eichen“, „an der Stampfe“ oder „Vorposten“ gedeutet.